# Kolding Rådhus
Kolding Rådhus har ligget på Akseltorv siden 1500-tallet, i dag holder kun byrådet til på rådhuset, men inden 1921 lå der også arrest og domhus i bygningen. Den nuværende bygning er hovedsagelig fra en større ombygning i 1920'erne, hvor arkitekten var Ernst Petersen.

## Historie
Det første rådhus ved man ikke noget om, men i 1582 forærer kong Frederik II, materialer til en rådhusbygning. Denne bindingsværksbygning blev renoveret i 1740 og fungerede som rådhus helt frem til 1839. I 1920'erne udarbejdede arkitekt Ernst Petersen en rekonstruktionstegning af dette rådhus. Tegningen blev udarbejdet på grundlag af studier i regnskaber og breve, der fandtes i byens arkiv.
Koldings tredje rådhus stod færdigt i 1839 og blev indviet i 1840. Det blev bygget af en lokal murer, Johannes Nielsen fra Nr. Bjert, der fik sin inspiration fra C.F. Hansens domhusbygning på Nytorv i København. 
Kun godt 30 år efter opførelsen af dette rådhus besluttede Byrådet at bygge et nyt, mere stateligt rådhus efter tegninger af kgl. bygningsinspektør L. A. Winstrup. De otte sognes indlemmelse i Kongeriget efter krigen i 1864 var den direkte årsag til byggeriet, da deres herredsfoged også skulle have lokaler på Kolding Rådhus.

Kolding Kommune overtog hele rådhusbygningen i 1921, da rets- og politivæsenet flyttede til det nybyggede Kolding Domhus, og Domhusets arkitekt, Ernst Petersen, fik til opgave at ombygge rådhuset til Kolding Kommunes formål. Arrestgården blev revet ned og omdannet til et åbent anlæg, og resten af huset blev gennemgribende ændret. Derved forsvandt det tunge, fæstningsagtige indtryk, og arkitekturen blev mere enkel og i nyklassicistisk stil. Kun de røde mure og de tre rundbuer over indgangen forblev uberørte, da huset forhøjedes, og der kom tårn til rådhusuret. Det ombyggede rådhus, der nu indeholdt hele kommunens administration, blev taget i brug i januar 1925. De samlede omkostninger til ombygningen var i alt 431.893,27 kr. Med inventar, brolægning omkring rådhuset og haveanlæg løb det op i 486.401,54 kr, men egentlig var der fra byrådets side kun afsat 340.000 kr., et beløb, som også senere var blevet sat ned.
Rådhusombygningen var under valgkampen frem til lokalvalget den 12. marts 1925 et stort emne i byen. Budgettet for byggeriet var blevet overskredet. Flere af de borgerlige byrådsmedlemmer mente, at socialdemokraterne løb fra deres ansvar, og de beskyldte borgmesteren Hans Soll for ikke at gøre noget ved den "ødselhed", de mente, der havde været med skatteydernes penge. Efter valget mistede socialdemokraterne borgmesterposten, den gik i stedet til den konservative Therchild Fischer-Nielsen.
Alle kommunale kontorer var efter 1925 samlet på rådhuset, men efter 2. Verdenskrig blev pladsmangelen stadig mere presserende. I 1962 besluttede Byrådet at udskrive en arkitektkonkurrence om opførelse af et helt nyt rådhus, men med udsigten til Kommunalreformen (1970), ændrede forudsætningerne sig hele tiden, og byggeriet kom aldrig i gang. I stedet flyttede fagforvaltningerne en efter en ud fra rådhuset til egne adresser rundt om i byen.
Rådhuset har gennemgået to mindre renoveringer og nyindretninger siden da. Den første var i starten af 1980'erne, hvor arkitektfirmaet Holm & Andersen stod for udførelsen. I stueetagen indrettedes en kantine for personalet og en gæstekantine, flere nye kontorer og mødelokaler blev indrettet. I 1989-90 stod arkitektfirmaet Mejeriet ved arkitekt Clara Rigenstrup for en renovering af byrådssalen med ny farvesætning, ny balkon og paneler. Siden da har salen også fået nyt inventar.